# Metal for babies
Metal for Babies, es el primer disco de estudio de Gustavo Zavala en su carrera como solista. Fue el primer álbum de Heavy Metal producido, ejecutado y pensado para bebés, con canciones como "Wasting Love" de Iron Maiden, "Stairway to Heaven" de Led Zeppelin, "Nothing Else Matters" de Metallica y "November Rain" de Guns N' Roses entre otros. Fue el comienzo de una colección que hasta el momento incluye los discos Metal for Babies 2, Iron Babies (16 Maiden songs for babies) y The Wall for Babies.

## Reseña del disco[1]

### Metal desde la cuna
El bajista y compositor Gustavo Zavala recrea en sendos compactos los mundos de Bruce Dickinson y Steve Harris, y de Roger Waters, respectivamente en: “Iron babies” y “The wall for babies”, dos simpáticos esfuerzos por alimentar el gusto metalero desde los pañales.

### Nace un proyecto
Integrante de la legendaria agrupación Tren Loco y miembro de La Bestia, banda con la que interpreta temas de Iron Maiden a modo de tributo, Gustavo Zavala es el creador de la colección “Metal for babies”. La misma comenzó con un compacto homónimo que reunió temas de Megadeth, AC/DC, Whitesnake, Ozzy Osbourne, Scorpions, Black Sabbath, Metallica y Europe, entre otros. Sus dos últimas producciones son “Iron babies”, con canciones de Iron Maiden, y “The wall for babies”, compilación de la obra de Pink Floyd.
Editados por el sello Yugular Records que también cuenta entre sus lanzamientos los trabajos de Tren Loco, los discos “fueron pensados para grandes y chicos”.
La idea surgió “cuando mi hijo Dante estaba en la panza de su mamá y disfrutaba con él de las armonías de Pink Floyd, Metallica, Megadeth, Iron Maiden. De ahí que eligiera a estos artistas para ponerlos al alcance del oído infantil”.

### Un amplio espectro
Como amante del género, para Zavala, “La meta es que los chicos disfruten de todo, además de Bach y Vivaldi. En esa época pensé que era mejor que tuviesen otras variantes, antes de que se llenasen la cabeza con las canciones de Floricienta o con los Teletubies. Que no se quemen la cabeza con eso y pudieran disfruten de la buena música, ya desde la cuna”.
Si al principio surgió como algo privado, pronto se convirtió en un negocio: “Llegaban mis amigos a casa y me decían, `¿Por qué no me hacés una copia de esto que está rebueno?´. Fue así que, después de un tiempo, decidí hacerlo masivo y entré a grabar en el estudio”, contó Zavala.

### Uno por uno
Para “Iron babies”, por ejemplo, Zavala eligió temas emblemáticos de la “Doncella de Hierro” como “Fear of the dark”, “Wasted years”, “Revelations”, “Wildest dreams”, “Idus of march”, “Killers”, “Run to the hills” y “The number of the beast”, entre otros.
Por su parte en “The wall for babies”, las 26 composiciones que incluyen “In the flesh”, “The thin ice”, “Mother”, “Goodbye blue sky”, “The happiest days of our lives” y “Another brick in the wall”, brindan a los peques un amplio panorama de la obra conceptual que fuera llevada al cine por Alan Parker.
“Me halagó el comentario de Paul Dianno cuando vino a la Argentina con su gira y nosotros lo acompañamos con La Bestia. Me dijo que la idea le gustaba mucho y que sería bárbaro que en el futuro hiciera una compilación con Deep Purple o Pantera. Pero el próximo proyecto seguramente tendrá que ver con el metal argentino y, por qué no, también editar una placa completa con temas de ´Tren Loco para bebés´”, adelantó entre risas.

### Mamaderas y tachas
Pero lo de Zavala no es sólo la adaptación de temas metaleros para los más chiquitos: “Este es un proyecto que realizó sin prisa, con tranquilidad porque además estamos trabajando en el disco nuevo de Tren Loco que seguramente saldrá a mitad de año, y también vamos a seguir tocando con La Bestia”, agrega recién llegado del Cosquín Rock, donde la agrupación logró una gran repercusión en el escenario metalero.
Mientras tanto los papás vestidos de cuero y tachas ya no tienen excusa para introducir a sus retoños en el metal desde que empiecen a gatear. La interesante colección de Zavala los convierte en amantes del heavy metal y del rock desde chiquitos para que, cuando crezcan puedan acompañar a sus viejos a los recitales.

## Lista de canciones
1. "Stairway to heaven" (Led Zeppelin)[3] (4:54)
2. "18 and Life" (Skid Row)http:[4] (3:30)
3. "Cemetary Gates" (Pantera)[5] (3:22)
4. " Soldier of Fortune" (Deep Purple)[6] (2:35)
5. "Nothing Else Matters" (Metallica)[7] (6:33)
6. " November Rain" (Guns N' Roses)[8] (6:48)
7. " Dreamer" (Ozzy Osbourne)[9] (4:46)
8. " Wasting Love" (Iron Maiden)[10] (5:45)
9. "Is This Love" (Whitesnake)[11] (4:29)
10. "Ella (Se Mueve en Silencio)" (Tren Loco)[12] (3:58)
11. "Forever" (Stratovarius)[13] (2:58)
12. " Still Loving You" (Scorpions)[14] (5:03)
13. "Carry On" (Angra) (1:31)[15]
14. "Dr. Stein" (Helloween)[16] (2:42)
15. "A Tout Le Monde" (Megadeth)[17] (2:05)
16. "Breaking the Law" (Judas Priest)[18] (2:51)

Duración: 63:50

## Créditos
- Gustavo Zavala, arreglos, interpretación, Sintetizadores, edición, guitarra rítmica, Guitarra eléctrica.